# برايس إيفز
برايس إيفز (بالإنجليزية: Bryce Ives)‏ هو مخرج أسترالي، ولد في 11 نوفمبر 1983.

## وصلات خارجية
- الموقع الرسمي